# 이카리오스
이카리오스(Icarius)는 그리스 신화에 나오는 페리에레스와 고르고포네의 아들이다. 그는 이복형제인 히포코온이 왕위에 오르자 목숨에 위협을 느껴  친형제 틴다레오스와 함께 아카르나니아(Acarnania)로 도망쳤다. 이후 틴다레오스는 헤라클레스의 도움으로 스파르타의 왕위를 되찾았으나, 이카리오스는 아카르나니아에 계속 남았다. 그곳에서 그는 페리보이아와 결혼하여 페넬로페, 이프티메 등의 자식을 낳았다고 한다.